# Keumumu Hulu
Keumumu Hulu is een bestuurslaag in het regentschap Aceh Selatan van de provincie Atjeh, Indonesië. Keumumu Hulu telt 589 inwoners (volkstelling 2010).